# Trypanidius insularis
Trypanidius insularis es una especie de escarabajo longicornio del género Trypanidius, tribu Acanthocinini, subfamilia Lamiinae. Fue descrita científicamente por Fisher en 1925.

## Descripción
Mide 12,5-18 milímetros de longitud.

## Distribución
Se distribuye por Cuba, Puerto Rico y República Dominicana.